# Эд Льюис
Роберт Герман Юлиус Фридрих (англ. Robert Herman Julius Friedrich, 30 июня 1890 или 2 июня 1890, Некуса, Висконсин — 8 августа 1966 или 7 августа 1966, Нью-Йорк, Нью-Йорк), более известный под именем Эд «Душитель» Льюис (англ. Ed "Strangler" Lewis) — американский рестлер и тренер. В течение своей карьеры, которая охватывала четыре десятилетия, Льюис был четырёхкратным чемпионом мира по рестлингу в тяжелом весе и в целом официально признан пятикратным чемпионом мира. Льюис считается одной из самых знаковых и узнаваемых спортивных звезд 1920-х годов, часто наряду с боксером Джеком Демпси и бейсболистом Бейбом Рутом. Льюис провел более 6 000 матчей (многие из которых были соревновательными, а не постановочными) и проиграл только 32 из них.
Посмертно он был включен в следующие залы славы: Wrestling Observer Newsletter, рестлинга, Джорджа Трагоса/Лу Теза и WWE. Один из самых грозных грэпплеров всех времён, Льюис был известен своим мастерством кэтча и тренировал многих будущих чемпионов, в частности Лу Теза, Дэнни Ходжа, Дика Хаттона и Джина Лебелла.

## Карьера в рестлинге
Фридрих родился в городе Некуса, Висконсин, в семье немецких родителей и был активным подростком, участвуя в любительских соревнованиях по борьбе, баскетболу и легкой атлетике. В конце концов Фридрих сосредоточился исключительно на борьбе, добившись успеха в местных соревнованиях против других фермеров. Фридрих начал заниматься рестлингом в возрасте 14 лет, используя имя Эд «Душитель» Льюис, сначала в Луисвилле, Кентукки, отчасти в честь звезды 1890-х годов Эвана «Душителя» Льюиса и чтобы его родители не узнали, что это он. В документальном фильме A&E «Нереальная история рестлинга» говорится, что его прозвали «Душителем» после матча во Франции, где он применил усыпляющий прием, и французы, которые не были знакомы с этим приемом, подумали, что он душит своего противника.

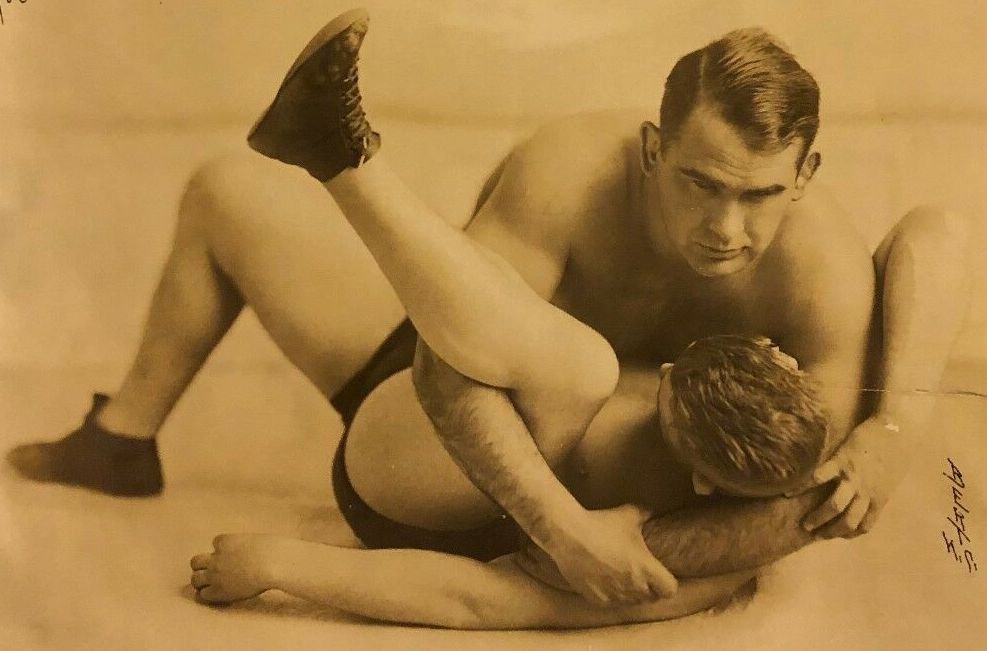
Льюис удерживает соперника в 1929 году

Он был ключевой фигурой в «Трио золотой пыли», вместе с промоутерами Тутсом Мондтом и Билли Сэндоу, странствующем дорожным шоу, которое было предшественником рестлинг-туров, и которое произвело революцию в рестлинге, создав шоу, состоящее из нескольких матчей, вместо одного. Они также разработали первые сюжетные линии рестлинга, создавая вражду между рестлерами. Благодаря навыкам, которыми обладал Льюис, «Трио» могло отдать титул тому, кому они хотели, потому что Льюис был способен победить любого, кто не следовал сценарию.
13 декабря 1920 года Льюис завоевал свой первый признанный титул чемпиона мира по рестлингу в тяжелом весе, победив Джо Стечера. Стечер стал главным соперником Льюиса как на ринге, так и за его пределами. Стечер проводил собственные шоу против шоу «Трио золотой пыли», положив начало, возможно, первому соперничеству промоушнов. Льюис и Стечер провели один из самых длинных матчей в истории рестлинга, где они боролись пять с половиной часов и закончили бой вничью. Кульминация их вражды наступила 15 апреля 1925 года, когда звезду «Трио золотой пыли» и бывшего чемпиона Станислава Збышко попросили проиграть выбранному «Трио» чемпиону Уэйну Мунну, бывшей звезде американского футбола, чтобы придать Мунну авторитет. Збышко отказался проигрывать неумелому рестлеру и тайно перешел в лагерь Джо Стечера. Збышко дважды обманул «Трио», используя свое знание борьбы, чтобы в реальности победить и унизить Мунна. В конце концов, Льюис и Стечер уладили свои разногласия и согласились вести дела друг с другом, и 20 февраля 1928 года Стечер вернул титул чемпиона мира Льюису.
В 1931 году Льюис и его партнер Билли Сэндоу подписали контракт с бывшим прославленным футболистом «Прыгуном Джо» Саволди. В первой половине 1931 года Льюис тренировал Саволди в Лос-Анджелесе. После выигрыша титул чемпиона мира AWA в тяжелом весе в апреле 1931 года он встретился с Анри Дегланом в мае для защиты титула в Монреале в матче «два удержания из трёх». После двух уднржаний Деглан притворился, что его укусил Льюис, хотя на самом деле он был укушен в раздевалке. Это привело к тому, что Деглан получил титул по дисквалификации и в течение следующих двух лет велись споры о том, кто же на самом деле был признан чемпионом.
В 1933 году в «Мэдисон-сквер-гарден» состоялся один из самых печально известных матчей Льюиса. Он боролся с Рэем Стилом за титул чемпиона. Два бойца начали кружить друг вокруг друга, но драки не происходило, что заставило болельщиков заскучать. В конце концов, Стил закончил матч ударом по Льюису, из-за чего рефери дисквалифицировал его через двадцать минут после начала поединка.
20 сентября 1934 года Льюис боролся с Джимом Лондосом перед аудиторией в 35 275 человек на «Ригли-филд» и арена собрала выручку в $96 302, что являлось рекордом до 1952 года.
В 1937 году «Душитель» провел шесть поединков в Новой Зеландии. Он победил Флойда Маршалла, Джона Спеллмана, Глена Уэйда и Расти Вескоатта и дважды проиграл канадскому чемпиону Эрлу Маккриди, который в то время был признан лучшим рестлером Новой Зеландии. В 1936 году он также участвовал в одном из последних известных законных соревновательных матчей в рестлинге, где боролся с Ли Вайкоффом. Во время тренировки Льюис сломал ключицу, но решил продолжить поединок. Матч закончился вничью.

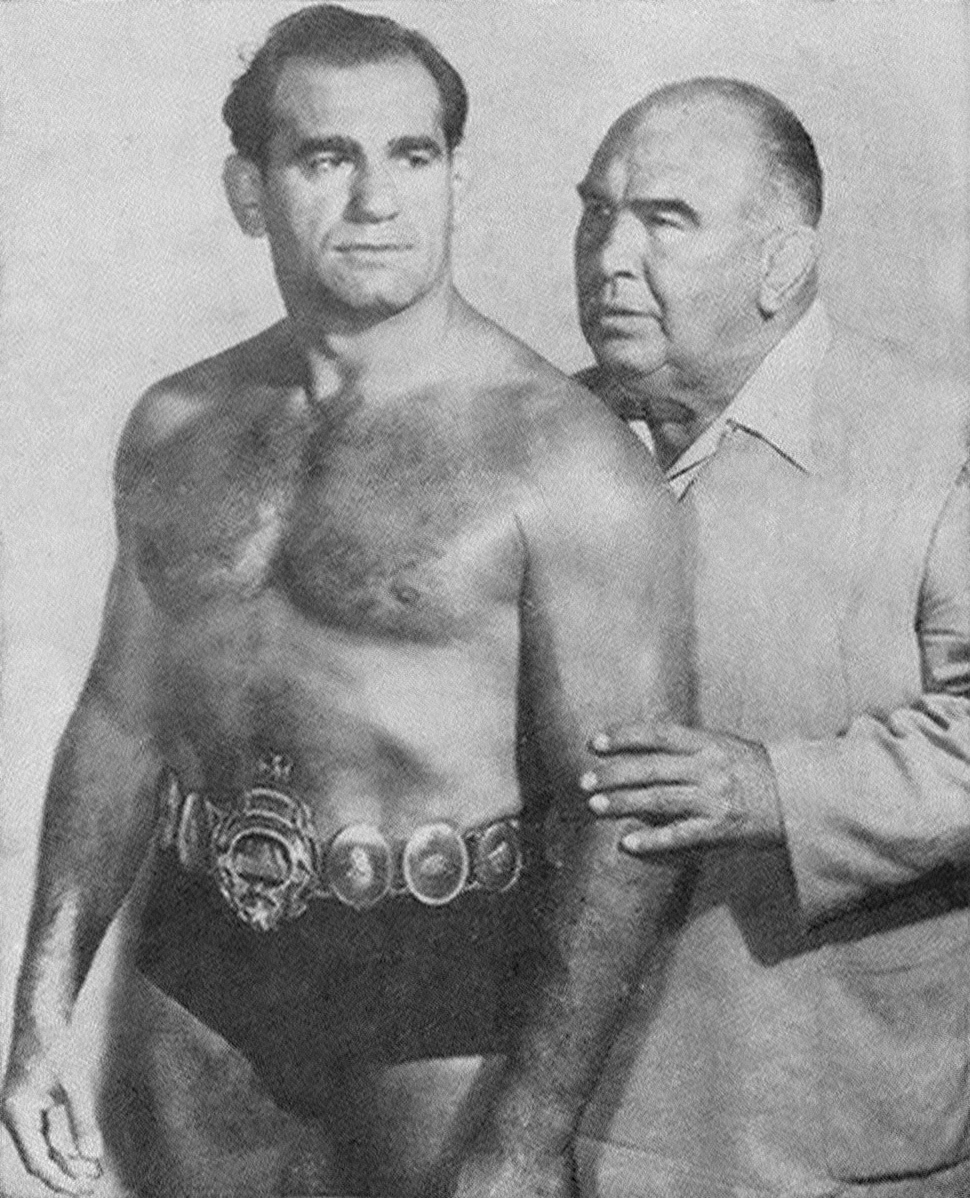
Льюис как менеджер Лу Теза в 1950-х годах

Льюис окончательно закончил карьеру лишь в 1942 году, в возрасте 51 года, несмотря на то, что был слепым к тому моменту. В ноябре 1949 года на конвенции NWA в Сент-Луисе Льюис был назначен послом доброй воли NWA. В последующие годы он стал менеджером своего хорошего друга и действующего чемпиона мира NWA в тяжелом весе Лу Туза.
Льюис ослеп от трахомы. Он остался без средств к существованию и полагался на свою жену и знакомых. Он умер в Оклахоме 8 августа 1966 года в возрасте 75 лет. В 1999 году Льюис был введен в Зал славы Джорджа Трагоса/Лу Туза. Сегодня в его родном городе Некуса на Проспект-авеню установлена памятная табличка о его достижениях. В 2002 году по результатам голосования рестлеров, историков и писателей Льюис был введен в Зал славы рестлинга в Амстердаме, Нью-Йорк.

## Титулы и достижения
- American Wrestling Association (Бостон)
  - Чемпион мира AWA в тяжёлом весе (2 раза)
- Championship Wrestling from Florida
  - Чемпион Флориды NWA в тяжёлом весе (1 раз)
- Зал славы рестлинга Джорджа Трагоса/Лу Теза
  - С 1999 года[11]
- International Professional Wrestling Hall of Fame
  - С 2021 года[12]
- Midwest Wrestling Association (Канзас-Сити)
  - Чемпион мира MWA в тяжёлом весе (1 раз)[13]
- Midwest Wrestling Association (Огайо)
  - Чемпион мира MWA в тяжёлом весе (1 раз)
- New York State Athletic Commission
  - Чемпион мира NYSAC в тяжёлом весе (1 раз)
- Зал славы и музей рестлинга
  - С 2002 года
- WWE
  - Зал славы WWE (2016)
- Wrestling Observer Newsletter
  - Зал славы Wrestling Observer Newsletter (1996)
- Другие титулы
  - Чемпион мира в тяжёлом весе (версия Мичиган/Иллинойс) (1 раз)[14]
  - Чемпион мира по рестлингу в тяжёлом весе (4 раза)